# Diogo de Tovar
Diogo de Tovar, Capitão de Cavalaria (Lisboa, 1601 - Lisboa, 1648).
Comandou um Esquadrão de Cavalaria na Guerra da Restauração. Comendador de Santa Maria da Nave da Ordem de Cristo, que herdou de seu pai. Em 1648 recebeu mercê de uma tensa de 50 mil reis, consignados na Comenda de Proença, e depois foi Comendador.
No dia 1 de Dezembro de 1640 foi um dos conjurados que participou na Restauração do Reino de Portugal. No inicio do ano de 1641 é nomeado para comandar o 2º Esquadrão de Cavalaria, no Exército das Beiras, comandado pelo General Álvaro Abranches. Onde serviu durante os anos seguintes.

## Biografia
Em 1635 serviu como Capitão de Cavalaria em Pernambuco, na defesa contra a invasão dos Holandeses.
No dia 1 de Dezembro de 1640 estava em Lisboa e participou no grupo de fidalgos que entraram no Paço da Ribeira e prendem os governantes espanhóis, iniciando a Restauração do Reino.
Em 5 de Dezembro estava no Terreiro do Paço, quando o do Duque de Bragança, D. João IV, entrou em Lisboa vindo de Vila Viçosa.
No dia 15 de Dezembro esteve na cerimonia de coroação de D João IV.
Em 24 de Janeiro foi nomeado Capitão de Cavalaria no Exército da Beira, do qual era General Álvaro Abranches da Camara.
Em 28 de Janeiro ainda em Lisboa, esteve presente no início das Cortes Gerais do Reino.
Partiu uns dias depois com o General Álvaro Abranches, e chegaram a Coimbra em 5 de Fevereiro.
Marcharam para Viseu e Trancoso, onde foi feita uma sepultura a Gonçalo Annes, o Bandarra.
No dia seguinte marcharam para Pinhel. Em Pinhel o General iniciou o reforço das fortificações, e enviou os capitães para a província a fazerem levas para formar as suas companhias, do futuro exército das Beiras.
O General continuou a percorrer todas as fortificações da raia, e cerca de um mês depois todos os capitães tinham já as suas companhias formadas, e começaram a ser distribuídos pelo território de Riba-Côa, entre Castelo Rodrigo e Alfaiates. Seguiram-se os meses de preparação, por ser necessário reparar as fortificações velhas e danificadas, e formar e treinar os soldados.
Do outro lado da fronteira o exército espanhol comandado pelo Duque de Alba.  O exército espanhol estava muito desguarnecido de soldados e material, e por isso o Duque aguardava que os portugueses iniciassem as hostilidades.
No outono de 1641 a Companhia de Cavalos, comandada por Diogo Tovar estava em Alfaiates, quando um grupo de soldados castelhanos, da guarnição do Castelo de Albergaria (em frente a Alfaiates), entrou em Portugal e assaltou a Aldeia da Ponte, roubando 500 cabeças de gado.
O Tenente Simão de Oliveira e Gama, da Companhia de Diogo Tovar, estava próximo da raia e pelejou com os castelhanos o tempo suficiente para que o socorro chegasse de Alfaiates. Chegou o Capitão Brás Garcia de Mascarenhas em seu socorro, escorraçaram e perseguiram o inimigo, mas não conseguiram reaver o gado roubado.
Nos dias seguintes seguiu-se uma incursão portuguesa de assalto e saque do outro lado da fronteira, em terras de Castela.
Para dar alguma tranquilidade aos habitantes da raia, os governadores portugueses e espanhóis fizeram um acordo: quando os soldados entram no território vizinho assaltando e roubando, o saque seria devolvido nos dias seguintes. Esta política manteve-se nos meses seguintes. Acontecem várias incursões de ambas as partes, sempre desculpadas pelos superiores, e os saques devolvidos e prisioneiros entregues.
No fim do ano de 1642, o General Álvaro Abranches da Camara estava mal de saúde, e pediu para se retirar a Lisboa, sendo substituído durante quatro meses pelo Tenente-General de Cavalaria João Saldanha.
Entretanto, em Fevereiro de 1642, foi nomeado para Comandar do Exército da Beira o General Fernão Teles de Menezes. Na Quaresma de 1642 o General foi avisado de que os castelhanos estavam a reunir tropas em Albergaria[10]. O Tenente-General João Saldanha mandou logo as companhias de Cavalaria, entre as quais a de Diogo Tovar, para a zona de Alfaiates, de forma a prevenir a defensa do território, juntamente com a Companhia de Infantaria de Sancho Manuel que estava em Castelo Bom.
Poucos dias depois os castelhanos assaltaram e saquearam Forcalhos. Prenderam muita gente, queimaram casas, roubaram a Igreja e prenderam o padre. Acorreu quem pode e estava mais perto, o primeiro a chegar foi o Capitão de Cavalaria Diogo Fonseca Coutinho, que perseguiu os castelhanos até às muralhas de Albergaria. Entretanto foram chegando a Cavalaria de Diogo Tovar, e a Infantaria de Sancho Manuel, todos comandados pelo Marechal-de-Campo Sancho Manuel.
Em frente às muralhas de Albergaria, analisam a situação e concluíram não ser possível atacar a cidade fortificada. Decidiram então vingar o saque castelhano, assaltando a povoação de Casillas, que dista uma légua de Albergaria.
Coube à Cavalaria de Diogo Tovar avançar sobre a povoação, e às do Capitão Diogo Fonseca garantir que os castelhanos não saíssem do castelo de Albergaria. Casilllas não ofereceu grande resistência e foi saqueada.
No dia seguinte o Duque de Alba enviou um emissário a pedir desculpa pela incursão, e a oferecer a entrega do saque, concordam em restituir tudo o que fora roubado de parte a parte.
O Tenente-General de Cavalaria João Saldanha manteve-se em Alfaiates e com ele as Companhias de Diogo Tovar e de Diogo Fonseca Coutinho.
Na Semana Santa os espanhóis voltaram a entrar em Portugal e assaltaram Foginhos (?) perto de Alfaiates.
O General decidiu passar à ofensiva e juntou em Alfaiates muitas companhias entre elas a de Diogo Tovar. A ideia foi assaltar em simultâneo os castelos de Albergaria, Payo e Eljas, de que havia informação de estarem muito desguarnecidos. Acabaram por considerar ser demasiado arriscado, e decidiam avançar apenas sobre Eljas, e os povoados de Valverde e São Martinho de Trevejo.
O General saiu de Alfaiates na quarta-feira da Semana Santa do ano 1642, e marchou sobre Valverde, que se rendeu e o povo acalmou D. João IV como rei. Entretanto Sancho Manuel avançou sobre o Castelo de Eljas, que se rendeu, e cujo alcaide e a população também aclamaram o nosso rei. O General foi até Eljas, onde decidiram manter o Castelo com uma guarnição portuguesa. Depois o General regressou para Penamacor.
A companhia de Diogo Tovar não deve ter participado nesta incursão, mas participou nela o seu irmão Capitão Afonso de Tovar, que comandava uma Companhia de Infantaria.
Quando o General partiu, os castelhanos montaram um cerco á fortaleza, e Sancho Manuel enviou Agostinho Moreira, sargento da Companhia de Afonso Tovar, a pedir socorro ao General.
Só ao fim de nove dias é que o General chegou, dispersou os sitiantes, e decidiram assaltar São Martinho de Trevejo, que saquearam e queimaram. No regresso destruíram o Castelo de Eljas, e queimaram a povoação.
Depois do sucesso desta incursão, o General entendeu que deviam passar a acções mais ofensivas, e decidiram assaltar o Castelo de Aldeia del Bispo, em frente a Vale da Mula, a uma légua de Almeida.
Em 28 de Maio de 1642 saiu de Almeida o Marechal-de-campo Sancho Manuel, e algumas companhias entre elas a de Afonso Tovar, que comandava um troço de Mosquetearia. Deixaram Vale da Mula, e iniciaram o assalto à fortaleza de Aldeia del Bispo.
Sancho Manuel mandou que a fortaleza fosse atacada em simultâneo de vários lados, mandando Afonso de Tovar para um lado e outros capitães para outros. Afonso, na vontade de ser o primeiro a entrar no forte correu á frente, e logo que entrou levou com um tiro de pistola que lhe tirou a vida. Era muito amigo de Sancho Manuel, que assistiu á sua morte. Passado pouco tempo estavam já dentro da fortaleza e a guarnição refugiou-se na Igreja, e pretendendo render-se, o Marechal hesitou em aceitar, pois queria matá-los todos em vingança da morte de Afonso de Tovar, mas acabou por aceitar a rendição, e conduzi-los sobre prisão a Almeida.
Esta fortaleza foi destruída, por forma a não ser recuperada pelos castelhanos.
Em 15 de Junho, sabendo o General que o Duque de Alba decidira fortificar a povoação de Fuentes (em frete a Vilar Formoso), decidiu avançar e destruir o que estava a ser começado.
No final de Setembro de 1642, próximo do equinócio, o General mandou Diogo Tovar com a sua companhia assaltar e destruir a fortificação de Espeja, levou também alguns soldados da Companhia de Infantaria que estava em Alfaiates. Ao aproximar-se de Espeja foi apanhado de surpresa por uma força de cavalaria superior em número e em melhor posição. Pelo que decidiu retirar de forma ordeira, acabando dispersos numa zona de pinhal, e apenas no dia seguinte se reencontram todos do lado português.
Sete soldados de Infantaria, durante esta retirada, foram encontrados pelos castelhanos em número muito superior, defenderam-se como puderam, conseguiram escapar e regressaram igualmente a Alfaiates.
No dia seguinte a cavalaria castelhana entrou de novo em território português, e saiu de Alfaiates ao seu encontro o Tenente Simão da Gama, da Companhia de Diogo Tovar. Começaram os castelhanos a retirar, mas com tanta facilidade que o Tenente sentiu estar a entrar numa cilada. Regressou a Alfaiates e informou o governador da praça que retirou por achar que estava a ser conduzido a uma cilada. O governador mandou-o voltar ao combate, e na perseguição aos castelhanos caíram na dita cilada, tendo morrido cerca de 20 soldados. Por causa desta decisão o governador Manuel Sousa Almeida foi exonerado.
Diogo de Tovar casou com Mécia de Sousa, filha de Lourenço Pantoja de Almeida e sua mulher Mécia de Sousa. Tiveram quatro filhos:
Ana de Tovar, Senhora do Morgado de Molelos, e da Honra de Botulho. Foi baptizada em 1 de Dezembro de 1639, na Sé de Lisboa. Ficou órfã muito nova e passou a menoridade no Convento de Santos, em Lisboa, onde estavam as suas tias Luísa e Antónia. Por indicação de seu pai, foi seu tutor Gaspar Severim de Faria, que foi Secretário de Estado ao mesmo tempo que Pedro Vieira da Silva, seu futuro sogro.Casou com Martim Vieira da Silva de Távora e Noronha, Secretário de Estado de El-Rei D. Pedro II, filho de Pedro Vieira da Silva, Secretário de Estado de El-Rei D. João IV, e que depois de viúvo foi Bispo de Leiria, e de Leonor de Távora e Noronha.
Maria Manoel de Gusmão, baptizada em Março de 1642. Casou com Francisco Freire de Andrade (já viúvo), não tiveram descendência.
Luísa, foi religiosa no Mosteiro de Santos.
Antónia, foi religiosa Mosteiro de Santos.